# Giuseppe Patanè
Giuseppe Patanè (* 1. Januar 1932 in Neapel; † 30. Mai 1989 in München) war ein italienischer Dirigent.

## Leben und Werk
Giuseppe Patanè wurde in Neapel als Sohn des Dirigenten Franco Patanè (1908–1968) geboren und studierte in seiner Heimatstadt. Er debütierte dort 1951 am Teatro Mercadante. Von 1961 bis 1962 war er Chefdirigent an der Oper Linz, danach bis 1968 Dirigent an der Deutschen Oper Berlin. Weitere Stationen waren Debüts u. a. an der Mailänder Scala (1969), am Londoner Covent Garden (1973) und an der New Yorker Met (1978). Außerdem wirkte er noch als Musikdirektor der Arena di Verona (1983), als Ko-Chefdirigent beim American Symphony Orchestra (1982–1984) sowie als Chefdirigent am Nationaltheater Mannheim und am Münchner Rundfunkorchester (1988–1989).
An der Wiener Staatsoper leitete Patanè in den Jahren 1962 bis 1983 insgesamt 128 Vorstellungen, darunter 14-mal Rossinis Barbier von Sevilla, 13-mal Donizettis Lucia di Lammermoor und 12-mal Verdis Rigoletto. In der Liste seiner Dirigate in Wien finden sich überwiegend Werke des italienischen Repertoires, aber auch die Carmen und zwei Werke Wagners, Der fliegende Holländer und Lohengrin. Letztere Oper wurde in luxuriöser Besetzung gegeben, mit James King und Hannelore Bode in der Titelpartie und als Elsa, Ruth Hesse und Hans Günter Nöcker als Ortrud und Friedrich von Telramund sowie Kurt Moll als Heinrich der Vogler.
Patanè brach am 29. Mai 1989 plötzlich an einem Herzinfarkt während einer Aufführung von Gioacchino Rossinis Il barbiere di Siviglia an der Bayerischen Staatsoper in München zusammen. Er wurde ins Krankenhaus gebracht, wo er in den Morgenstunden des nächsten Tages starb. Er und seine Frau Rita, von der er zum Zeitpunkt seines Todes bereits getrennt war, hatten zwei Töchter.

## Diskografie (teils posthum veröffentlichte Mitschnitte)
- 1974 Verdi: La traviata – Eterna
- 1986 Umberto Giordano: Fedora – CBS Records
- 1987 Giacomo Puccini: Il tabarro – Eurodisc
- 1987 Umberto Giordano: Andrea Chénier – CBS Records
- 1988 Puccini: Gianni Schicchi – Eurodisc
- 1988 Puccini: Suor Angelica – Eurodisc
- 1993 Gaetano Donizetti: Lucia di Lammermoor (Highlights) – Corona Classic Collection
- 1993 Rossini: Il Barbiere Di Siviglia – London
- 1993 Giuseppe Verdi: La forza del destino (Excerpts) – Berlin Classics
- 1993 Verdi: La traviata – Orfeo
- 1993 Verdi: La traviata (Highlights) – Berlin Classics
- 1995 Donizetti: Lucia di Lammermoor – Curb
- 1996 Verdi: Simon Boccanegra – Hungaroton
- 1998 Verdi: Aida (Opernquerschnitt in deutscher Sprache) – Berlin Classics
- 1998 Georges Bizet: Carmen (Opernquerschnitt in deutscher Sprache) – Berlin Classics
- 1998 Verdi: La forza del destino – Myto Records
- 2001 Verdi: Don Carlos (Großer Querschnitt in deutscher Sprache) – EMI Music Distribution
- 2003 Donizetti: Maria Stuarda – Philips
- 2004 Mascagni: Iris
- 2005 Vincenzo Bellini: I Capuleti e i Montecchi – Gala Records
- Bellini: I Capuleti e i Montecchi – EMI Music Distribution
- Amilcare Ponchielli: La Gioconda – Myto Records
- Puccini: Madama Butterfly – Hungaroton
- Verdi: Un ballo in maschera – GAO
- Verdi: La traviata – Madacy
- Verdi: Messa da Requiem – Berlin Classics